# Список міністрів закордонних справ Словенії
Список міністрів закордонних справ Словенії

## Міністри закордонних справ Словенії
1. Дімітрій Рупель — (1990–1993);
2. Лойзе Петерле — (1993–1994);
3. Зоран Талер — (1995–1996);
4. Даворін Крацун — (1996–1997);
5. Зоран Талер — (1997);
6. Борис Фрлец — (1997–2000);
7. Дімітрій Рупель — (2000);
8. Лойзе Петерле — (2000);
9. Дімітрій Рупель — (2000–2004);
10. Іво Вайгль — (2004);
11. Дімітрій Рупель — (2004–2008);
12. Самуель Збогар — (2008—2011);
13. Карл Ержавец — (2012—2018);
14. Миро Церар — (2018—2020);
15. Анже Логар — (13 березня 2020 — 1 червня 2022);
16. Таня Файон — (з 1 червня 2022).